# Dominique Klein (Basketballspieler)
Dominique Klein (* 19. Mai 1981 in Monrovia, Liberia) ist ein ehemaliger deutscher Basketballspieler. Der 1,98 Meter lange Flügelspieler stand während seiner Laufbahn bei mehreren Zweitligavereinen unter Vertrag.

## Laufbahn
Klein spielte in der Jugend des Hamburger Vereins TSG Bergedorf und schaffte darüber hinaus den Sprung in die Herrenmannschaft (damals Regionalliga).
In der Saison 2000/01 trug er das Hemd des Zweitligisten TSV Quakenbrück und ging hernach in die Vereinigten Staaten, wo er von 2001 bis 2005 an der Campbell University studierte und Basketball spielte. Für Campbells Hochschulmannschaft, die den Spitznamen „die kämpfenden Kamele“ trägt, verbuchte er in dieser Zeit 98 Einsätzen mit Mittelwerten von 6,6 Punkten sowie 4,5 Rebounds je Begegnung. In der Saison 2004/05 war er Campbells Mannschaftskapitän. An der Hochschule im US-Bundesstaat North Carolina studierte er Psychologie und Kommunikationswissenschaft.
Klein kehrte 2005 in sein Heimatland zurück und verstärkte im Spieljahr 2005/06 den Zweitligisten TSV Nördlingen. In der Saison 2006/07 spielte er zunächst für ART Düsseldorf (ebenfalls 2. Bundesliga) und wechselte im Laufe der Spielzeit innerhalb der Liga zum BV Chemnitz 99.
Die Saison 2007/08 eröffnete der Flügelspieler als Mannschaftsmitglied der Itzehoe Eagles (Regionalliga), im Frühjahr 2008 kehrte er nach Nördlingen (mittlerweile in der 2. Bundesliga ProA) zurück und errang mit der Mannschaft den Meistertitel in der 2. Bundesliga ProA. 2010 erwarb er an der Universität Hamburg einen Master-Abschluss im Fach Friedens- und Sicherheitspolitik.
Im Spieljahr 2010/11 war Klein Spieler des Regionalligavereins BBC White Devils Cottbus, von 2011 bis 2015 stand er im Aufgebot des SSV Lokomotive Bernau (zunächst in der 2. Bundesliga ProB, dann in der Regionalliga) und wurde dort Mannschaftskapitän. Beruflich wurde er als Lehrer und Berater für Qi Gong sowie im Bereich Führungskräfteschulung und Unternehmensberatung tätig. Später spielte er wieder Basketball in Hamburg für den Verein Blau-Weiß Ellas (2. Regionalliga).